# 403-й истребительный авиационный полк ПВО
403-й истребительный авиационный полк ПВО (403-й иап ПВО) — воинская часть истребительной авиации ПВО, принимавшая участие в боевых действиях Великой Отечественной войны.

## Наименования полка
- 403-й истребительный авиационный полк ПВО[1];
- Войсковая часть (полевая почта) 54832[1].

## История и боевой путь полка
403-й истребительный авиационный полк сформирован в период с 25 апреля по 12 мая 1944 года в составе 2-го гвардейского истребительного авиакорпуса ПВО Ленинградской армии ПВО за счёт частей корпуса на основании постановления ГКО СССР № 5507 от 29.03.1944 года на американских истребителях Р-39 «Аэрокобра» по штату 015/325.
Полк в составе 2-го гвардейского иак ПВО Ленинградской армии ПВО 10 июня 1944 года вступил в боевые действия против фашистской Германии и её союзников на самолётах Р-39 «Аэрокобра». 20 июня полком одержана первая известная воздушная победа полка в Отечественной войне: старший лейтенант Шамрай И.Г. в воздушном бою в районе севернее Выборга сбил финский истребитель Brewster F2A Buffalo. 15 октября 1944 года полк исключён из действующей армии. Полк базировался на аэродроме Левашово Ленинградской области.

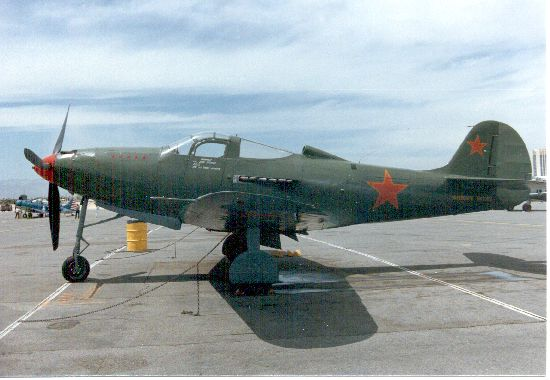
СамолётBell P-39 Airacobra полк получил при формировании и воевал на нём до конца войны.

Всего за годы Великой Отечественной войны полком:
- Совершено боевых вылетов — 111
- Проведено воздушных боёв — 4
- Сбито самолётов противника — 4 (все истребители)
- Свои потери (боевые):
  - самолётов — 2
  - лётчиков — нет

В составе действующей армии полк был с 10 июня 1944 года по 15 октября 1944 года.

## Командиры полка
- майор Сенкевич Василий Фёдорович, 25.04.1944 — 08.03.1945[1]
- майор, подполковник Баранов Иван Степанович, 08.03.1945 — 17.06.1946[1]

## Послевоенная история полка
После войны полк продолжал выполнять задачи ПВО Ленинграда в составе 2-го гвардейского истребительного авиакорпуса ПВО Ленинградской армии ПВО. 14 июня 1946 года полк на основании директивы ГШ ВС СССР № орг/3/246964 от 23.05.1946 года и директивы Командующего ИА ПВО страны № 366482 от 28.05.1946 года расформирован на своём аэродроме Левашово, личный состав обращён на доукомплектование частей 2-го гвардейского истребительного авиакорпуса ПВО.

## Лётчики-асы полка
| Фамилия, имя отчество         | Награды | Сбито самолётов (+ в группе) | Примечание |
| ----------------------------- | ------- | ---------------------------- | --- |
| Сысоев Василий Фёдорович      |         | 6 + 0                        | Лётчик полка: июнь — октябрь 1944 года. Боевых вылетов: 85; воздушных боёв: 15. Советско-японская война (1945): боевую работу вёл на Ла-7 в составе 400-го иап. Сбитых самолётов противника нет.                 |
| Федорец Семён Алексеевич      |         | 7 + 0                        | Лётчик полка: с июня по октябрь 1944 года. Боевых вылетов: 98; воздушных боёв: 40. Война в Корее (1950—1953): боевую работу вёл на МиГ-15 в составе 913-го иап с сентября 1952 г. по июль 1953 г. Умер в 2002 г. |
| Кузьменко Никифор Никифорович |         | 5 + 1                        | Лётчик полка: май — октябрь 1944 года. Боевых вылетов: 403; воздушных боёв: 47. |